# Садковцы (Могилёв-Подольский район)
Садковцы (укр. Садківці) — село на Украине, находится в Могилёв-Подольском районе Винницкой области.
Население по переписи 2001 года составляет 462 человека. Почтовый индекс — 24061. Телефонный код — 4337.
Занимает площадь 3,178 км².

## Адрес местного совета
24016, Винницкая область, Могилёв-Подольский р-н, с. Субботовка